# Amicale sportive Dragons
L'Amicale sportive Dragons, noto in passato come Amicale sportive Bilima, è una società calcistica congolese con sede nella città di Kinshasa.

## Palmarès

### Competizioni nazionali
- Campionato di calcio della Repubblica Democratica del Congo: 4

1965, 1979, 1982, 1984
- Coppa della Repubblica Democratica del Congo: 5

1965, 1996, 1997, 1998, 1999

### Altri piazzamenti
- Coppa della Repubblica Democratica del Congo:

Finalista: 1985, 2006, 2009
- CAF Champions League:

Finalista: 1980, 1985